# Wekaralle

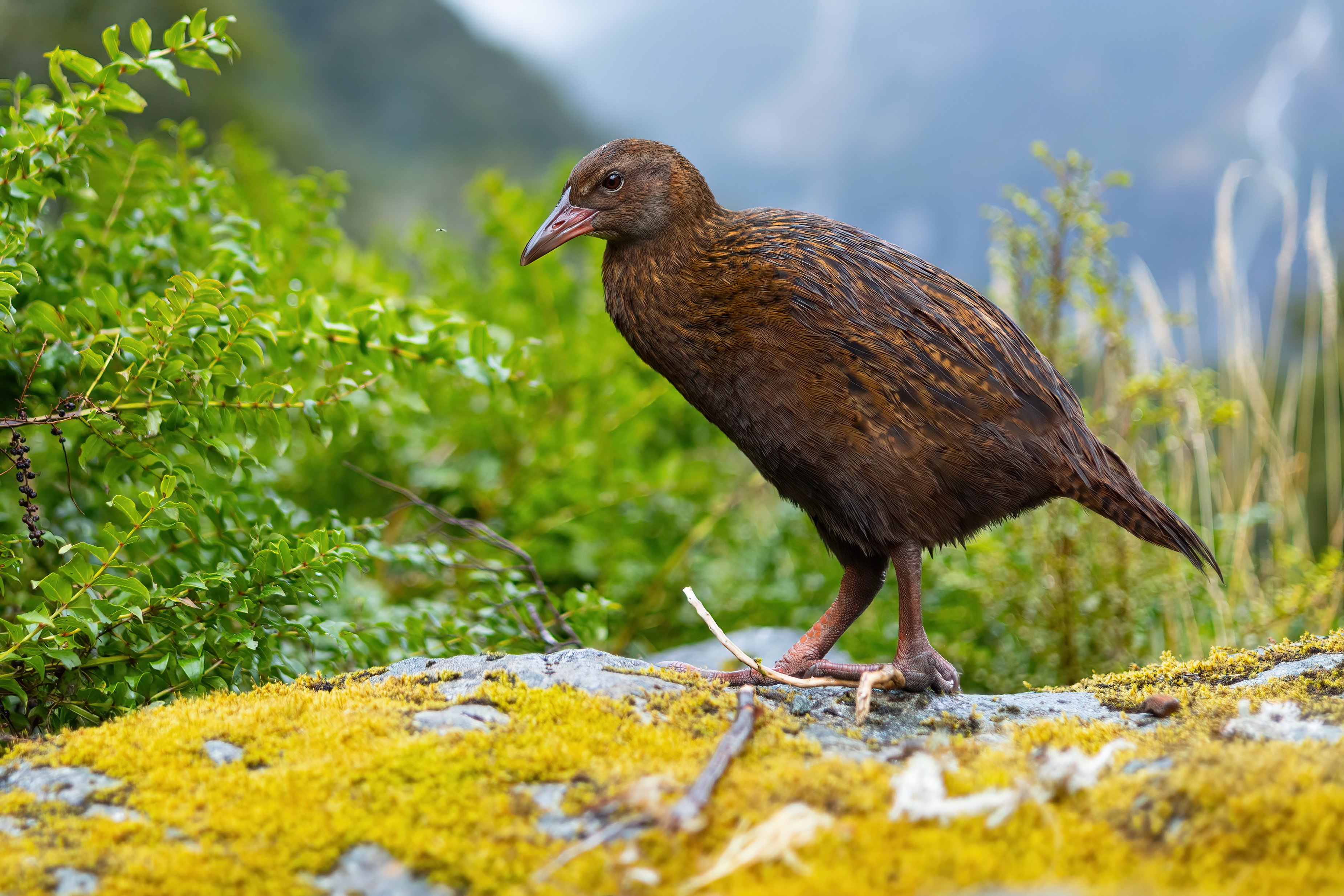
Wekaralle im Milford Sound/Piopiotahi

Die Wekaralle (Gallirallus australis) ist eine neuseeländische Vogelart aus der Familie der Rallenvögel (Rallidae). Sie ist eine große Rallenart, deutlich größer als die in Südostasien, Australien und Neuseeland weit verbreitete Bindenralle.
Die Bestandssituation der flugunfähigen Wekaralle wird mit gefährdet (vulnerable) angegeben. Es werden vier Unterarten unterschieden.

## Merkmale
Die 50 cm lange  und zwischen 520 Gramm und 1,4 kg schwere Wekaralle ist ein flugunfähiger Vogel mit sehr kleinen Flügeln und kurzen, stämmigen Beinen. Das oberseits braune und unterseits gräuliche Gefieder ist dunkel marmoriert. Der Geschlechtsdimorphismus ist nicht sehr stark ausgeprägt. Weibchen sind tendenziell etwas kleiner und haben einen helleren Schnabel und blassrosane bis orangebraune Beine und Füße.

## Vorkommen

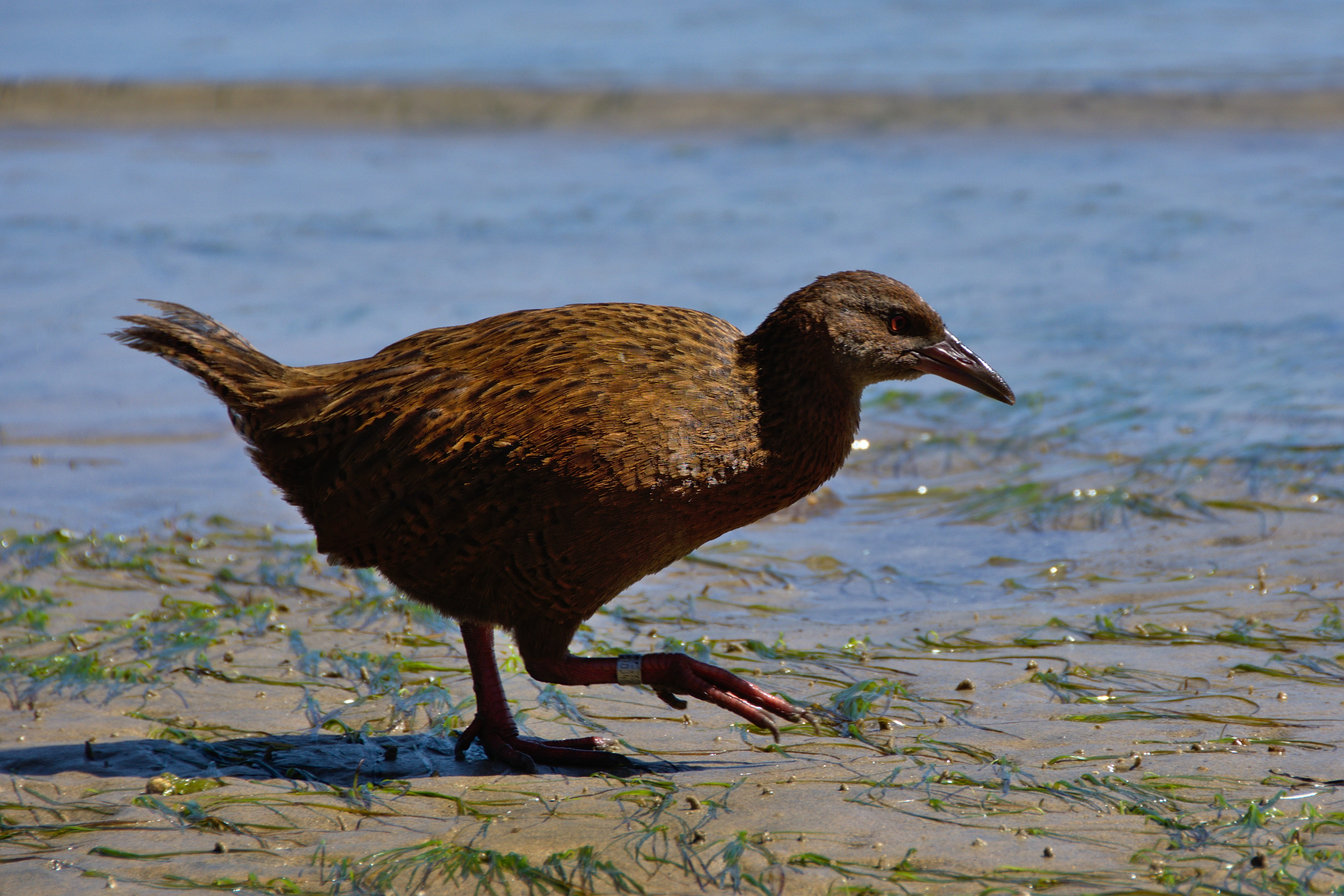
Wekaralle auf Stewart Island

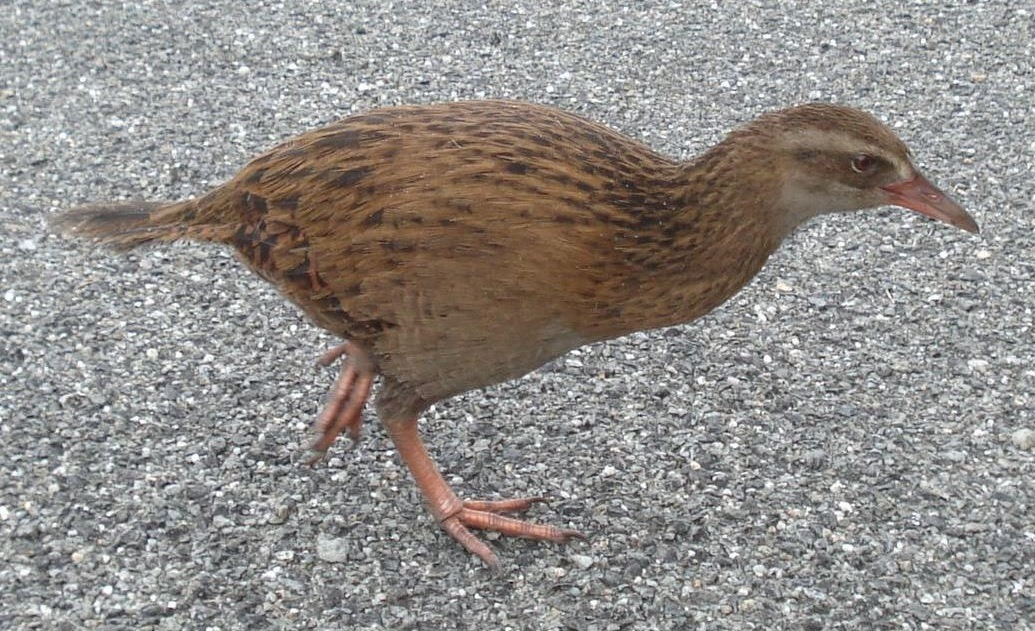
Wekaralle (am Cape Foulwind / Westküste der Südinsel)

Die Wekaralle lebt im Busch, an Waldrändern und im Grasland von Neuseeland. Hauptlebensraum der Wekaralle sind südöstliche Gebiete der Südinsel Neuseelands. Die einzelnen Unterarten kommen in folgenden Regionen vor:
- G. a. greyi (Buller, 1888) – Nordinsel Neuseelands
- G. a. australis (Sparrman, 1786) – Norden und Westen der Südinsel Neuseelands.
- G. a. hectori (F. W. Hutton, 1874) – ursprünglich die Ostküste und das Landesinnere der neuseeländischen Südinsel. Dort ist sie mittlerweile jedoch ausgestorben. Sie kommt nur noch auf den Chathaminseln vor, wo sie eingeführt wurde.
- G. a. scotti (Ogilvie-Grant, 1905) – Stewart Island, die drittgrößte Insel Neuseelands. Sie schließt sich 30 km südlich an die Neuseeländische Südinsel an. Ihre Fläche beträgt 1680 km².

Die Wekaralle ist ein Standvogel. Die größten Entfernungen, die nach aktuellem Wissensstand Wekarallen zurücklegten, betrugen 9 Kilometer bei einem subadulten Jungvogel und 15 Kilometer bei einem ausgewachsenen Männchen. Beide Vögel überquerten bei ihrer Wanderung größere Flussläufe und größere Seen. Abgesehen von diesen belegten Einzelfällen halten sich ausgewachsene Weka|rallen aber ganzjährig in einem festen Gebiet auf. Sobald subadulte Wekarallen sich von ihren Elternvögel trennen und das elterliche Revier verlassen, versuchen sie schnellstmöglich ein eigenes Revier zu begründen. Die Dispersion der Jungvögel erfolgt dabei in zwei Phasen: In der ersten Phase halten sich die Jungvögel in einem unmittelbar an das elterliche Revier angrenzenden Zone auf. Innerhalb der nächsten vier Monate erfolgt dann die zweite Phase, bei der sich die Jungvögel soweit entfernen, bis sie in einem entsprechend geeigneten Gebiet ein eigenes Territorium begründen können. Meist bewegen sie sich dabei nicht mehr als 5 Kilometer fort. Die meisten Reviergründungen erfolgen in einem Abstand von 1,3 Kilometer vom elterlichen Revier.

## Nahrung
Die Wekaralle ist ein tag- und nachtaktiver Vogel. Sie ist ein opportunistischer Allesfresser, zu dessen Nahrung Samen, Früchte, Vogeleier, Aas, Wirbellose sowie kleine Wirbeltiere gehören. So zählt die Wekaralle auf der Südinsel Neuseelands beispielsweise zu den wesentlichen Prädatoren des Dickschnabelpinguins. Gefressen werden von ihr vor allem die Jungvögel und Eier. Gewöhnlich sucht sie aber mit ihrem Schnabel in der am Boden liegenden Laubschicht nach Nahrung. Die Füße setzt sie während der Nahrungssuche nicht ein.

## Lebensweise
Wenn es die Situation erfordert, kann die Wekaralle schnell laufen und ebenso gut schwimmen. Während die Unterart, die auf der Nordinsel lebt, als scheu gilt, wird diejenige auf der Südinsel als neugierig beschrieben.
Die Wekaralle kann das ganze Jahr über brüten, sodass eine Henne mitunter in diesem Zeitraum bis zu vier Gelege produziert. Die Hauptbrutzeit jedoch ist zwischen  August und Februar.
In einem flachen Schalennest aus Seggen und Gras zwischen krautigen Pflanzen und toten Ästen bebrüten beide Elternvögel im Wechsel bis zu sechs Eier.

## Einzelbelege
1. ↑   Handbook of the Birds of the World zur Wekaralle aufgerufen am 28. Mai 2017.
2. ↑   Higgins (Hrsg.): Handbook of Australian, New Zealand & Antarctic Birds. Band 2, S. 506.
3. ↑   Higgins (Hrsg.): Handbook of Australian, New Zealand & Antarctic Birds. Band 2, S. 507.
4. ↑   Higgins (Hrsg.): Handbook of Australian, New Zealand & Antarctic Birds. Band 2, S. 508.
5. 1 2   Higgins (Hrsg.): Handbook of Australian, New Zealand & Antarctic Birds. Band 2, S. 509.
6. ↑   Tony D. Williams: The Penguins. Oxford University Press, Oxford 1995, ISBN 0-19854-667-X, S. 196.